# طاطا
طاطا یکی از شهرهای کشور مراکش است.
این شهر در جنوب شرقی مراکش و در نزدیکی مرز الجزایر واقع شده.
فاصله آن از شهر العیون ۴۰۰ کیلومتر و جمعیت آن ۱۵٬۱۹۲ نفر است.